# Ga Đông Tác
Ga Đông Tác là một nhà ga xe lửa tại phường Phú Thạnh, thành phố Tuy Hòa, tỉnh Phú Yên. Nhà ga là một điểm trên tuyến đường sắt Bắc Nam tiếp nối sau ga Tuy Hòa và trước ga Phú Hiệp. Lý trình ga: Km 1202 + 500.